# بياتريس شيريدان
بياتريس شيريدان (بالإسبانية: Beatriz Sheridan)‏ هي ممثلة مكسيكية، ولدت في 25 يونيو 1934 بمدينة مكسيكو في المكسيك، وتوفيت بنفس المكان في 30 أبريل 2006 بسبب نوبة قلبية. من الجوائز التي نالتها جائزة أرييل لأفضل ممثلة ‏ سنة 1983.

## أعمال

### مسلسلات
- الدخيلة
- روزاليندا
- ماريا لا ديل باريو
- ماريا مرسيدس
- ماريا وبس
- ماريمار

## جوائز
- جائزة أرييل لأفضل ممثلة [الإنجليزية]‏ (1983)

## وصلات خارجية
- بياتريس شيريدان على موقع IMDb (الإنجليزية)
- بياتريس شيريدان على موقع قاعدة بيانات الفيلم (الإنجليزية)